# Mauritiusi füleskuvik
A mauritiusi füleskuvik (Mascarenotus sauzieri) a madarak osztályának a bagolyalakúak (Strigiformes) rendjéhez, a bagolyfélék (Strigidae) családjához tartozó kihalt faj.

## Előfordulása
Az Indiai-óceánon fekvő Mauritius szigetén élt.

## Kihalása
A mauritiusi bagoly volt a legnagyobb ragadozó a szigeten, amíg meg nem érkeztek az első emberek a szigetre. Más őshonos madarakkal ellentétben a mauritiusi baglyot kevésbé érintette az ember által behozott állatfajok, például a macskák, a patkányok és a jávai makákó. Az élőhelyének pusztításának köszönhetően halt ki.